# Lỗ thỏ wiki

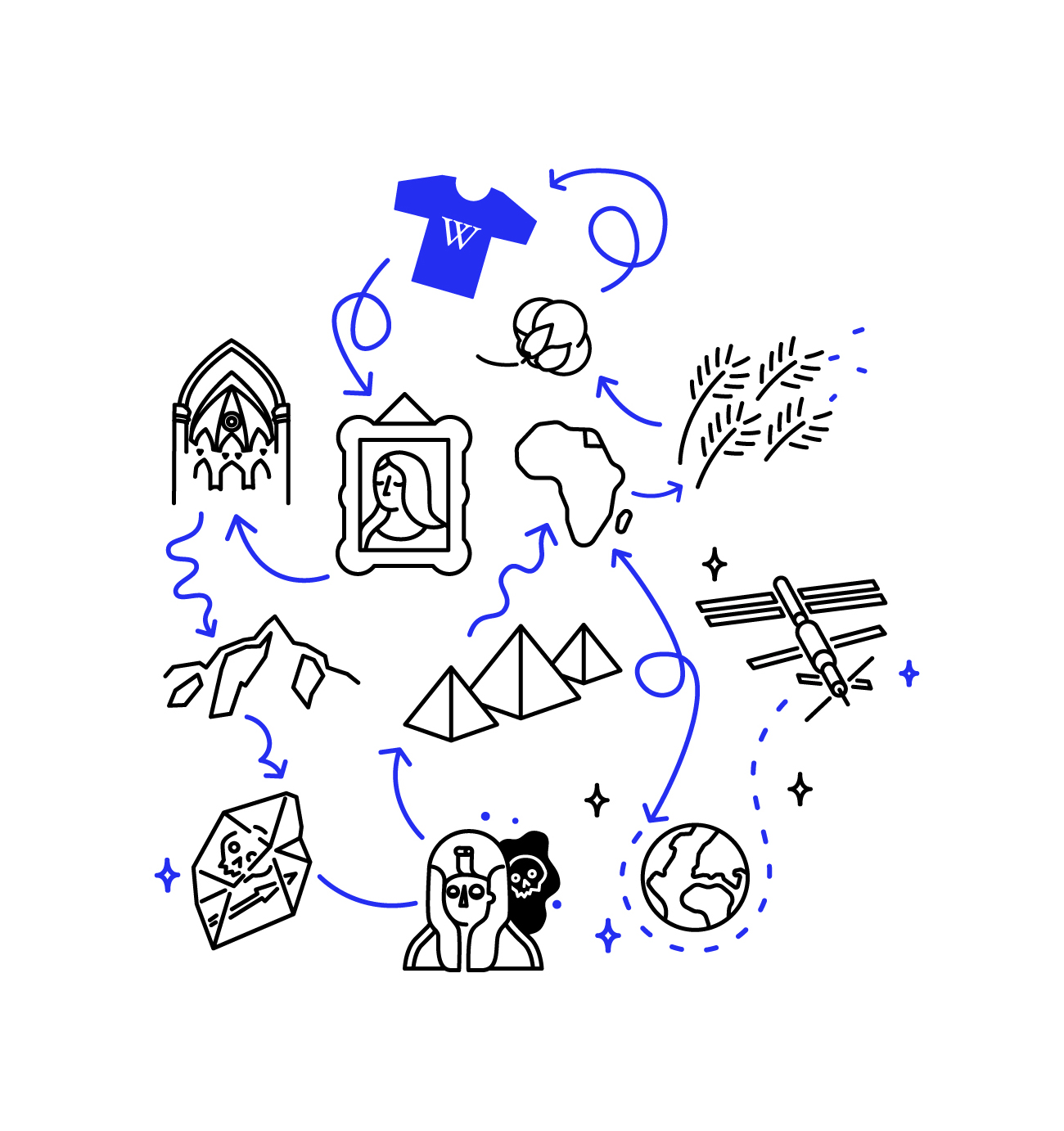
Hình minh họa về một cái lỗ thỏ wiki cho áo thun

Lỗ thỏ wiki là lộ trình học tập mà người đọc đi qua bằng cách điều hướng từ chủ đề này sang chủ đề khác trong khi duyệt Wikipedia và các wiki khác. Các tên gọi khác của khái niệm này bao gồm lỗ đen wiki và lỗ wiki. Phép ẩn dụ về một cái lỗ xuất phát từ cuốn tiểu thuyết dành cho thiếu nhi Alice ở xứ sở thần tiên, trong đó Alice bắt đầu một cuộc phiêu lưu bằng cách đi theo Thỏ Trắng vào hang của nó.
Khi xem các video bên ngoài Wikipedia, nhiều người truy cập Wikipedia để biết thêm thông tin về những gì họ đã xem và tiến vào lỗ thỏ wiki tìm kiếm các chủ đề càng ngày càng xa dần chủ đề chính nơi họ bắt đầu.  Các bộ phim dựa trên con người hoặc sự kiện lịch sử thường bắt người xem khám phá các lỗ thỏ trên Wikipedia.
Hình ảnh dữ liệu hiển thị mối quan hệ giữa các bài viết trên Wikipedia chứng minh các con đường mà người đọc có thể thực hiện để điều hướng từ chủ đề này sang chủ đề khác.
Wikimedia Foundation xuất bản nghiên cứu về cách người đọc đi vào các lỗ thỏ. Hành vi duyệt lỗ thỏ xảy ra trong nhiều ngôn ngữ khác nhau của Wikipedia.
Người dùng Wikipedia đã chia sẻ trải nghiệm lỗ thỏ của họ như một phần của lễ kỷ niệm Wikipedia cũng như trên phương tiện truyền thông xã hội. Một số người lên Wikipedia với thú vui là tìm kiếm một cái lỗ thỏ. Khám phá lỗ thỏ có thể là một phần của wikiracing.